# Jan Kazimour
Jan Kazimour (16. února 1914 Přílepov – 30. října 1995 Praha) byl český a československý ekonom, politik Komunistické strany Československa, poválečný poslanec Prozatímního Národního shromáždění a pozdější předseda Státního statistického úřadu a Federálního statistického úřadu.

## Život

### Mládí
Jan Kazimour se narodil 14. února 1914 v rodině Maxmiliána Kazimoura (1883–1961), sedláka v Přílepově č. 1 a jeho manželky Marie, rozené Havlíčkové (1887–1968). Byl první z 5 dětí Maxmiliána Kazimoura. Vychodil obecnou školu, pět tříd v Kostelci nad Vltavou, a tři třídy měšťanské v Kovářově (1925–1928). V září 1928 začal chodit do 3. tř. reálky dr. A. Heyduka v Písku, kde na něj vedle dobrých matematiků prof. Dvořáka a Sukdola působil značně prof. A. Šmeral, bratr dr. Bohumíra Šmerala. Maturoval úspěšně, podrobil se psychotechnické zkoušce ústavu prof. Šerackého,[ujasnit] a v letech 1932 a 1933 získal 1. místo v soutěži Časopisu matematiků a fyziků. Od roku 1933 studoval v Praze, nejprve na strojní a elektrotechnické fakultě ČVUT (prof. Felber, Nachtigal), po roce přešel na Vysokou školu obchodní.

### Prvorepublikové politické aktivity
Po příchodu do Prahy se stal členem Jednoty nemajetných a pokrokových studentů, v roce 1934 v dubnu byl přijat do komunistické organisace na Vysoké škole strojního a elektrotechnického inženýrství. 9. ledna 1935 byl obžalován před krajským soudem v Táboře pro rozšiřování zabavených komunistických novin na středních školách, pro nedostatek právních podkladů však osvobozen. V roce 1936 byl trestán pro organizování nedovolené demonstrace v Liptovském sv. Mikuláši. Po určité době se stal členem vedení komunistických studentů v Praze, v jehož čele byl tehdy Václav Sinkule. Víc než studiu věnoval se pak politické práci na vysokých školách, v roce 1937 se stal vedoucím komunistických studentů v Praze a předsedou Jednoty pokrokových studentů. V květnu 1937 byl zvolen generálním tajemníkem Ústředního svazu československého studentstva. Spojení s ÚV KSČ měl tehdy prostřednictvím Václava Kopeckého. Pracoval rovněž jako člen exekutivy Mezinárodní organizace sjednoceného socialistického studentstva. V té době také dvakrát navštívil mezinárodní studentská jednání.

#### Druhá světová válka
Za okupace měl za úkol udržovat spojení s tehdejším novým vedoucím ilegálních skupin na vysokých školách, s Ottou Runou,[ujasnit] a s ním také připravoval akce 15. listopadu 1939. Během represálií po 17. listopadu 1939 se asi 2 měsíce skrýval.
Od 17. ledna 1940 pracoval jako účetní v pivovaru ve Slavoňově a pokoušel se získat spojení s ilegálními organizacemi. Po osvobození patřil mezi zakladatele Svazu české mládeže a 11. června 1945 byl zvolen předsedou Svazu vysokoškolského studentstva. V říjnu 1945 byl zvolen poslancem Prozatímního národního shromáždění za KSČ.

##### Po válce
V červnu 1946 přešel do kabinetu tehdejšího předsedy vlády Klementa Gottwalda. Od roku 1947 pracoval v sekretariátu úřadu předsednictva vlády, v létě 1949 se stal tajemníkem předsedy vlády Antonína Zápotockého, v prosinci 1949 po zatčení Milana Reimana vedoucím sekretariátu úřadu a od roku 1952 až do roku 1955 vedoucím sekretariátu místopředsedy vlády Jaromíra Dolanského. V letech 1949 – 1951 byl členem učitelského sboru a členem komise pro II. státní zkoušku na Vysoké škole hospodářských věd.
Do bývalého Státního úřadu statistického nastoupil v roce 1955, od roku 1961 vedl sekretariát ministra – předsedy Ústřední komise lidové kontroly a statistiky a později se stal náměstkem náměstkem jejího předsedy. Od roku 1965 byl i v Komitétu pro vědecké řízení a od roku 1974 byl také předsedou Československého výboru pro vědecké řízení ČSVTS.
Od 17. ledna 1967 se stal předsedou Státního statistického úřadu (od roku 1969 Federálního statistického úřadu).  Za jeho vedení se organisovala tři velká sčítání lidu (1961, 1970, 1980), doplněná velkými microcensy. Svým zásadním a koncepčním přístupem k problematice informačních soustav v Československu dosáhl toho, že dosavadní systém národohospodářské evidence byl v ČSSR v roce 1971 nahrazen dokonalejší a modernější soustavou sociálně ekonomických informací. Mimořádně významná byla jeho aktivita v mezinárodních statistických orgánech zejména v RVHP ve Stálé komisi pro statistiku, kde pracoval od jejího založení v roce 1962, v Konferenci evropských statistiků, kde byl v letech 1969 – 1971 předsedou Konference evropských statistiků, ve Statistické komisi OSN byl po 3 období místopředsedou. V roce 1974 se stal externím expertem této organizace pro tvorbu světových klasifikací. Jeho kandidátská disertační práce byla orientována na otázky zdokonalení informací v odvětvovém systému řízení.
Do důchodu odešel 30. září 1981.  1. prosince 1985 skončil definitivně svoje pracovní aktivity.
Zemřel 30. října 1995 v Praze.

## Dílo
- Španělsko v boji (Fromek-Odeon, 1937)
- Hlas roku 1848 : dějiny mládežnických hnutí (Mladá fronta, 1946)
- šest popularizačních brožur pro ÚV SČSP (1956–60)
- Klasifikace základních fondů (SEVT, 1959)
- Klasifikace základních fondů (s J. Skolkou, ČSAV, 1961)
- K otázkám hodnocení životní úrovně (SEVT, 1962)
- Dvacet pět let po Únoru : ekonomická konfrontace (Pressfoto-ČTK, 1973)
- Ekonomické klasifikace (ŠEVT Bratislava, 1974)
- Technicko-ekonomický vývoj ČSR a ČSSR (SNTL, 1975) – oceněno 1. cenou Literárního fondu
- Informace pro ASŘ (Statistika, Moskva, 1976) – rusky
- Ekonomický vývoj ČSSR 1918 – 1978 (SNTL, 1978, vydáno i v Maďarsku)
- Reservy v ekonomice (Práce, 1978)
- Sociálně-ekonomické informace v řízení (SNTL, 1981)
- Efektivnost v hospodářství (SNTL, 1985)